# Instytut Mechanizacji Budownictwa i Górnictwa Skalnego
Sieć Badawcza Łukasiewicz - Instytut Mechanizacji Budownictwa i Górnictwa Skalnego (Ł-IMBiGS) – instytut badawczy, wcześniej jednostka badawczo-rozwojowa z siedzibą przy ul. Racjonalizacji 6/8 w Warszawie i oddziałem zamiejscowym w Katowicach (Centrum Gospodarki Odpadami i Zarządzania Środowiskowego). Od 1 stycznia 2023, w wyniku połączenia z Instytutem Mechaniki Precyzyjnej, stał się częścią Warszawskiego Instytutu Technologicznego z siedzibą przy ul. Duchnickiej 3 w Warszawie.

## Charakterystyka
Zakres działania instytutu:
- mechanizacja budownictwa,
- maszyny budowlane i drogowe,
- maszyny przemysłu materiałów budowlanych,
- maszyny górnictwa skalnego,
- procesy technologiczne górnictwa skalnego
- prowadzenie badań naukowych i prac rozwojowych oraz działalności prototypowo-doświadczalnej, w szczególności w zakresie:

a) mechanizacji i automatyzacji przemysłu, budownictwa, transportu drogowego i gospodarki komunalnej,

b) budowy, eksploatacji oraz bezpieczeństwa maszyn i urządzeń,

c) górnictwa skalnego,

d) surowców i materiałów budowlanych (m.in kruszyw),

e) gospodarki odpadami i utylizacji substancji szkodliwych,

f) projektowania i doskonalenia procesów technologicznych maszyn i urządzeń, w tym mechanizacja i automatyzacja procesów montażowych, pomiarowych, kontrolnych i obróbczych;
- prowadzenie działalności w zakresie badań i certyfikacji w ramach posiadanych uprawnień;
- prowadzenie działalności usługowej w zakresie ekspertyz technicznych i technologicznych, badań, atestacji, oceny stosowanych procesów i organizacji;
- prowadzenie działalności w zakresie doskonalenia metod i technik prowadzenia badań naukowych i prac rozwojowych, projektowanie i budowa stanowisk badawczych, aparatury badawczej i kontrolno-pomiarowej;
- prowadzenie współpracy naukowej w kraju i za granicą w zakresie realizacji prac naukowo-badawczych i wdrożeniowych;
- prowadzenie działalności szkoleniowej, normalizacyjnej, ochrony własności przemysłowej oraz informacji naukowo-technicznej;
- upowszechnianie wyników prowadzonych badań naukowych i prac badawczo-rozwojowych.

Instytut był uprawniony do nadawania stopnia doktora nauk technicznych w zakresie budowy i eksploatacji maszyn.